# دیانا وین جونز
دیانا وین جونز (انگلیسی: Diana Wynne Jones; ۱۶ اوت ۱۹۳۴ – ۲۶ مارس ۲۰۱۱) رمان‌نویس اهل بریتانیا بود. وی بین سال‌های ۱۹۶۸ تا ۲۰۱۱ میلادی فعالیت می‌کرد.
همچنین برندهٔ جوایزی همچون جایزه لوکس شده‌است.